# Chirurgie de réattribution sexuelle d'homme vers femme
 (avril 2017).
Si vous disposez d'ouvrages ou d'articles de référence ou si vous connaissez des sites web de qualité traitant du thème abordé ici, merci de compléter l'article en donnant les références utiles à sa vérifiabilité et en les liant à la section « Notes et références ».
La chirurgie de réattribution sexuelle d'homme vers femme, parfois nommée aïdoïopoïèse, est l'ensemble des interventions chirurgicales refaçonnant les organes génitaux mâles pour leur donner l'apparence la plus conforme possible aux organes génitaux femelles.
Avant toute intervention chirurgicale, les patientes subissent généralement un traitement hormonal et, éventuellement, une épilation.
D'autres opérations peuvent être réalisées selon les individus, comme la chirurgie de féminisation faciale ou l'augmentation mammaire.

## Histoire
Dora Richter a été la première femme transgenre bénéficiaire de la chirurgie de réattribution sexuelle, en Allemagne en 1931. Son opération a été un succès.
Lili Elbe a été une des premières femmes transgenres bénéficiaires de la chirurgie de réattribution sexuelle "complète" (comprenant une greffe d'organes génitaux internes), en Allemagne, en 1930. Elle a subi cinq chirurgies : la pénectomie et l'orchiectomie, la transplantation d'ovaires, deux opérations pour enlever les ovaires, après le rejet de greffe, et la vaginoplastie. Cependant elle est décédée trois mois après sa cinquième opération.
Christine Jorgensen est probablement la femme la plus célèbre pour avoir été la première à bénéficier de la chirurgie de réattribution sexuelle au Danemark, à la fin de l'année 1952, et outée juste après. Elle fut une active militante pour les droits des personnes transgenres.
Une autre personne célèbre ayant bénéficié d'une chirurgie de réattribution sexuelle fut Renée Richards. Elle a réalisé sa transition et a bénéficié de la chirurgie au milieu des années 1970, et elle a lutté avec succès pour que les personnes transgenres soient reconnues.
La première chirurgie "male-to-female" des États-Unis a eu lieu en 1966 au centre médico-hospitalier-universitaire Johns Hopkins. Le premier médecin ayant effectué la chirurgie de réattribution sexuelle aux États-Unis fut Elmer Belt, dont l'activité s'est poursuivie jusqu'à la fin des années 1960.

## Chirurgie génitale
Lors du changement anatomique du sexe, les testicules sont retirés, et les peaux du prépuce et du pénis sont généralement inversées, comme un lambeau préservant le sang et les nerfs (technique mise au point par Sir Harold Gillies en 1951), pour former un vagin complètement sensible (vaginoplastie). Un clitoris fabriqué avec les terminaisons nerveuses (innervées) peut être réalisé à partir d'une partie du gland du pénis. Si la patiente a été circoncise (ablation du prépuce), ou si la technique du chirurgien utilise la peau pour former les petites lèvres, les follicules des poils pubiens sont retirés du tissu du scrotum, qui sera incorporé dans le vagin. D'autres tissus scrotaux formeront les grandes lèvres.
Dans les cas extrêmes de pénurie de peau, ou lorsqu'une vaginoplastie a échoué, une paroi vaginale peut être créée à partir de la greffe de peau des cuisses ou des hanches, ou une partie du côlon peut être greffé (colovaginoplastie). Ces revêtements ne peuvent pas fournir les mêmes qualités sensitives qu'avec la méthode de l'inversion du pénis, mais l'ouverture vaginale est identique, et le degré de la sensation est approximativement le même que celle de la plupart des femmes, ainsi le plaisir ne devrait pas être moindre [pas clair] [source insuffisante]

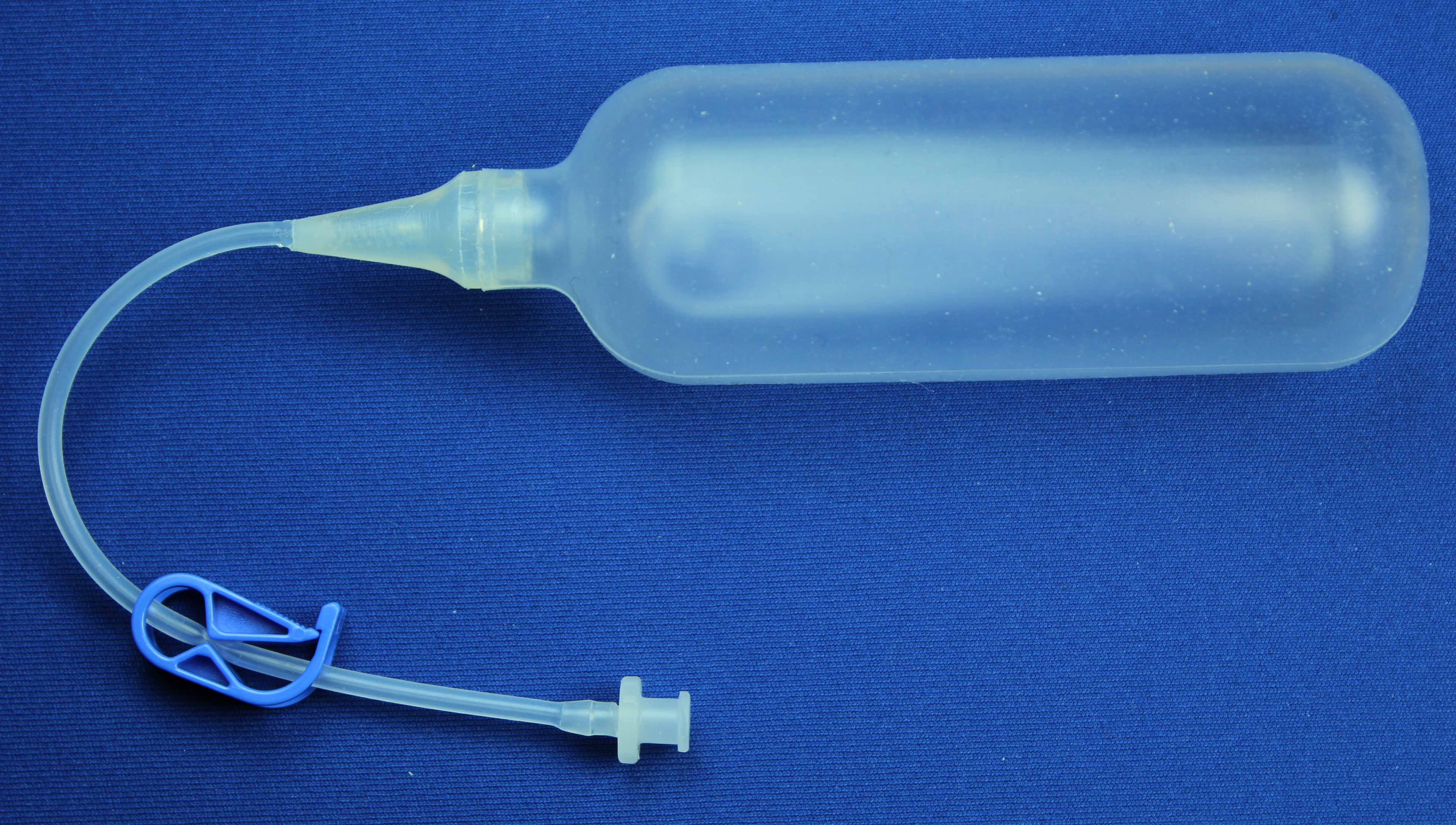
Expanseur gonflable ZSI 200 NS

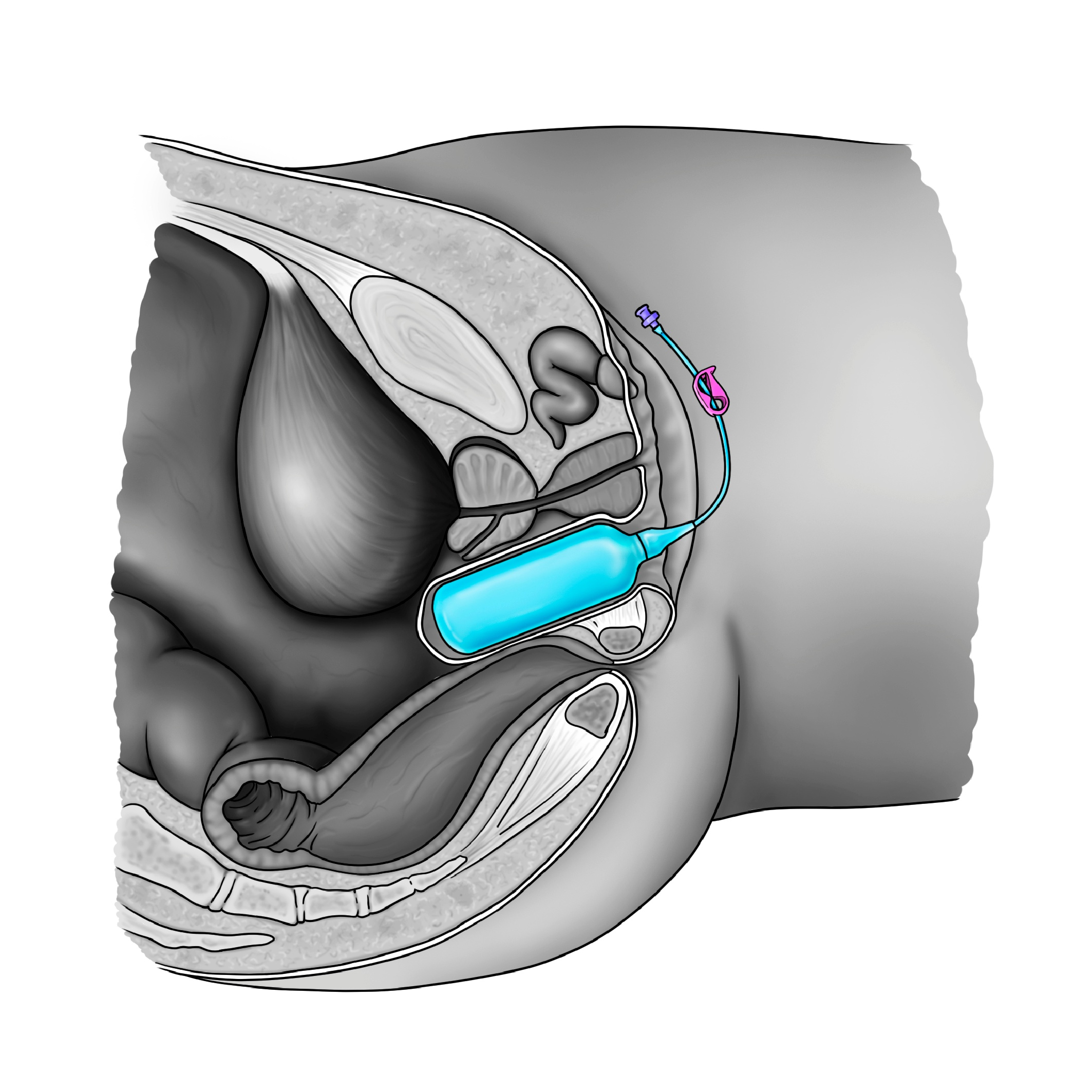
ZSI 200 NS Expanseur vaginal placé dans le néovagin après une vaginoplastie

La chirurgie plastique, puisqu'il s'agit de la peau, n'est jamais une procédure précise ; le raffinage à l'extérieur de la vulve est parfois nécessaire. Certains médecins préfèrent les réaliser en tant que deuxième chirurgie si d'autres tissus, sanguins ou nerveux, ont été récupérés lors de la première chirurgie. Cette relative petite chirurgie, généralement effectuée sous anesthésie locale, est appelée labiaplastie.
L'esthétique, les sensations, et les résultats fonctionnels de la vaginoplastie varient grandement. Les chirurgiens peuvent avoir des techniques et des compétences opératoires qui peuvent considérablement varier. Pour réaliser les vaginoplasties et obtenir la largeur et profondeur requises, ils utilisent des conformateurs rigides ou des expanders/stent vaginaux gonflables de différentes tailles,, ; la peau des patientes peut également varier dans sa capacité élastique et cicatricielle (qui est fonction de l'âge, la nutrition, l'activité physique et le tabagisme), toute chirurgie antérieure peut influer sur les résultats, et la chirurgie peut rencontrer des problèmes tels que les infections, la perte de sang, ou des lésions nerveuses.
Les partisans de la colovaginoplastie font valoir que cette méthode est meilleure que les greffes de peau car le colon est déjà une muqueuse, alors que la peau ne l'est pas. Cependant, de nombreuses femmes trans en phase post-opérationnelle déclarent que la peau utilisée pour constituer leur vagin permettent des muqueuses de qualité, des mois, à des années, post-opération[citation nécessaire]. Pour d'autres, la lubrification est nécessaire lors des rapports sexuels, et les lavements vaginaux sont conseillés, pour éviter le développement de bactéries, et les odeurs.
Étant donné que le corps humain traite le néo-vagin comme une blessure, les techniques actuelles de vaginoplastie nécessitent que la patiente entretienne le volume à long terme (dilatation vaginale), à l'aide de dilatateurs médicaux rigides, d’expander/stent vaginaux gonflable, de godemichets ou d'autres objets appropriés afin de préserver une ouverture vaginale. Avoir des rapports sexuels n'est pas une méthode adéquate pour maintenir la dilatation.
L'application régulière d'œstrogènes dans le vagin peut aider, mais elle doit être calculée en fonction de la dose totale requise d'œstrogènes, pour ne pas la dépasser. Certains chirurgiens emploient des techniques pour maintenir la profondeur vaginale, mais, sur de longues périodes, l'absence de dilatation entraînera une réduction de diamètre (sténose vaginale), ce qui pourra nécessiter un nouvel étirement, soit progressivement, soit, dans les cas extrêmes, sous anesthésie.
Les procédures actuelles ne permettent pas encore aux femmes trans l'ablation de la prostate, ni de recevoir des ovaires ou de bénéficier de transplantation utérine ; elles ne peuvent donc pas être enceintes ou avoir de menstruations et elles doivent poursuivre leur traitement hormonal après la chirurgie, pour préserver l'équilibre chimique hormonal.

## Autres procédures connexes

### Chirurgie de féminisation faciale
Parfois, ces opérations fondamentales sont complétées par des interventions de chirurgie esthétique de féminisation, ou des procédures visant à modifier les structures osseuses ou cartilagineuses, généralement au niveau de la mâchoire, des sourcils, du front, du nez et des joues.

### Augmentation mammaire
L'augmentation mammaire correspond à l'agrandissement des seins. Certaines femmes trans choisissent de se soumettre à cette procédure, si le traitement hormonal n'a pas donné de résultats satisfaisants. L'œstrogène est responsable de la répartition de la graisse des seins, des hanches et des fesses, tandis que la progestérone est responsable du développement des glandes mammaires.

### Chirurgie de féminisation vocale
Certaines femmes trans choisissent de recevoir une chirurgie de féminisation vocale, en modifiant sa hauteur ou les cordes vocales. Cependant, cette procédure comporte le risque de porter atteinte à la voix pour toujours, comme cela est arrivé à l'économiste et autrice transgenre Deirdre McCloskey. Comme les œstrogènes ne sont pas en mesure de modifier la hauteur vocale des personnes et l'élever, certaines recherchent une opération. D'autres options sont possibles pour les personnes qui souhaitent parler avec une tonalité moins masculine, par exemple, des leçons de féminisation vocale sont disponibles pour les femmes trans.

### Rabotage de la trachée
Le rabotage de la trachée est parfois réalisé dans le but de retirer du cartilage au niveau de la gorge (pomme d'Adam), et obtenir un aspect plus féminin.

### Augmentation des fesses
En raison de l'anatomie masculine qui comprend des hanches et des fesses généralement plus étroites que l'anatomie féminine, certaines personnes MtF choisissent de subir une augmentation des fesses (en).
Sous traitement hormonal d'œstrogène, la répartition de la masse graisseuse est modifiée, ce qui augmente le volume des fesses, même si le squelette masculin reste inchangé.